# 코비와 페트라

코비

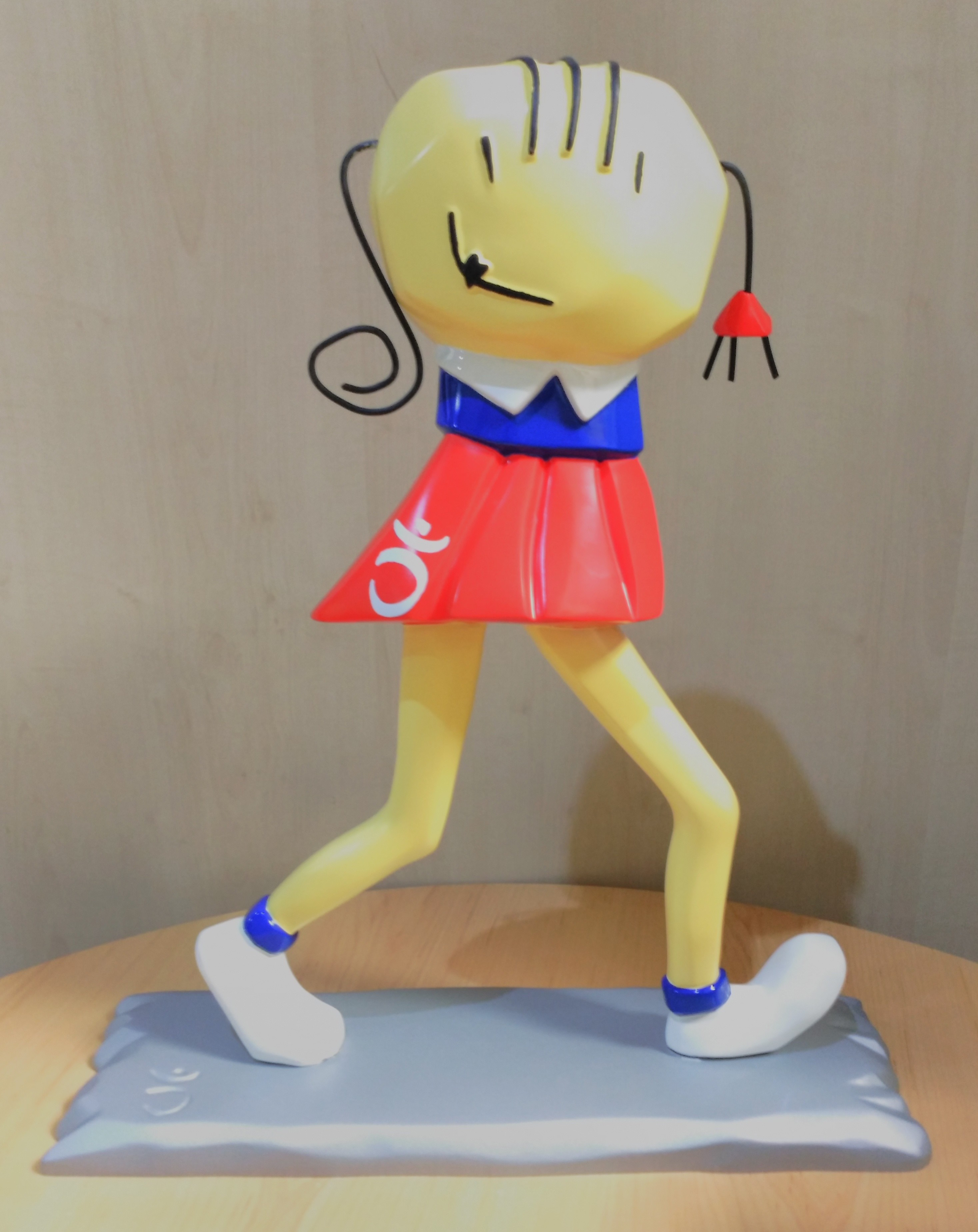
페트라

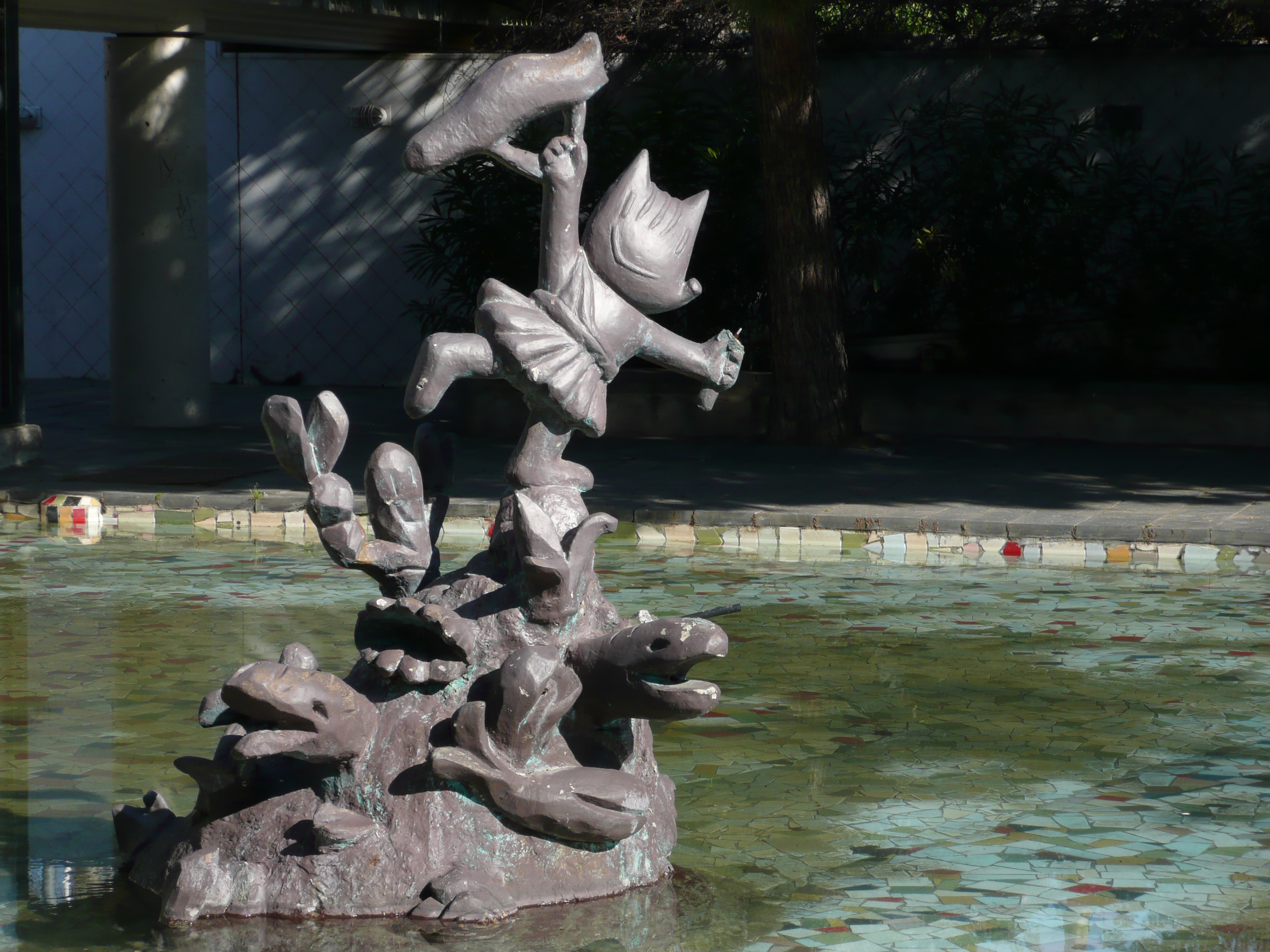
바르셀로나의 코비 분수

코비(Cobi)는 1992년 바르셀로나 올림픽의 공식 마스코트, 페트라(Petra)는 1992년 바르셀로나 패럴림픽의 공식 마스코트이다. 두 캐릭터 모두 스페인의 디자이너이자 삽화가인 하비에르 마리스칼이 디자인하였다.

## 상세
1988년 3월에 공개된 코비는 카탈루냐 양치기개를 모델로 하였으며, 파블로 피카소의 입체파 회화 작품인《시녀들》로부터 영감을 얻은 아방가르드 양식으로 승화한 모습을 띄고 있다. 코비라는 이름은 바르셀로나 올림픽 조직위원회 (COOB)의 약자에서 유래하였다. 같은 스타일로 1991년 공개된 페트라는 장애인 예술가이자 하비에르의 친구였던 로렌사 뵈트너로부터 영감을 얻은 팔 없는 소녀의 캐릭터로서, 휠체어에서 벗어난 혁신적인 마스코트라는 평가를 받았다.
공개 당시의 반응은 미온적이었으나 대회가 다가오면서 인기가 상승하여, 직전까지 가장 성공을 거둔 올림픽 마스코트라는 평가를 받았다. 대회 기간 동안 코카콜라, 다농 등 올림픽 스폰서들의 광고 주인공으로 등장하였으며, 대회 조직위에서 코비와 페트라를 주인공으로 한 《코비의 모험》(The Cobi Troupe)이라는 애니메이션을 제작하여 인기에 한몫하였다. 두 마스코트는 각 대회의 개막식과 폐막식에서 중요한 역할로 나섰으며, 대회 폐막 후 스페인 국민들을 대상으로 한 여론조사에서 마스코트에 대한 호응도는 81%로 집계될 정도로 인기가 높았다.
바르셀로나의 올림픽 선수촌에는 코비를 주인공으로 한 청동 분수가 설치되어 있다. 대회 개막 2주 전인 1992년 7월 11일에 공개된 것으로 하비에르 마리스칼 본인이 직접 제작하였다.